# Semiaphis heraclei
Semiaphis heraclei är en insektsart som först beskrevs av Takahashi, R. 1921.  Semiaphis heraclei ingår i släktet Semiaphis och familjen långrörsbladlöss. Inga underarter finns listade i Catalogue of Life.